# Il falegname di Livonia (Donizetti)
Il falegname di Livonia, ossia Pietro il grande, Kzar delle Russie (título original en italiano; en español, El carpintero de Livonia) es una ópera semiseria (melodramma burlesco) en dos actos con música de Gaetano Donizetti y libreto del marqués Gherardo Bevilacqua-Aldobrandini. Se estrenó en el Teatro San Samuele de Venecia el 26 de diciembre de 1819.
El episodio de la formación del zar Pedro el Grande empleado como un simple obrero en un astillero naval ha tenido fortuna lírica. La ópera más célebre es la de Albert Lortzing Zar und Zimmermann (1837), y además ha inspirado a Grétry (Pierre le Grand, 1790), Meyerbeer (L'Étoile du Nord, 1854) y Donizetti por dos veces: en Il falegname di Livonia y, en segundo lugar, en Il borgomastro di Sardaam (1827).

## Personajes
| Personaje                                        | Tesitura               | Reparto en el estreno el 26 de diciembre de 1819 |
| ------------------------------------------------ | ---------------------- | ------------------------------------------------ |
| Pietro, zar de Rusia                             | bajo cantante          | Vincenzo Botticcelli                             |
| Caterina, la zarina su esposa                    | soprano                | Adelaide Raffi                                   |
| Carlo Scavronski, carpintero de Livonia          | tenor                  | Giovanni Battista Verger                         |
| Madama Fritz, posadera                           | soprano / mezzosoprano | Caterina Amati                                   |
| Annetta Mazeppa, amiga de la posadera            | soprano                | Angela Bertozzi                                  |
| Ser Cuccupis, magistrado                         | bajo bufo              | Luigi Martinelli                                 |
| Firman-Trombest, usurero                         | barítono (bufo)        | Giuseppe Guglielmini                             |
| Hondediski, capitán moscovita                    | tenor/bajo             | Gaetano Rambaldi                                 |
| Campesinos, contables, correos, séquito del zar. |                        |                                                  |

## Discografía
| Año  | Reparto (Pietro, Caterina, Carlo, Annetta, Madame Fritz)                           | Director de orquesta, Ópera y orquesta                                           | Sello discográfico                                      |
| ---- | ---------------------------------------------------------------------------------- | -------------------------------------------------------------------------------- | ------------------------------------------------------- |
| 1987 | Russell Smythe, Susan Bickley, Kevin John, Myrna Moreno, Marilyn Hill-Smith        | David Parry, Orquesta Philharmonia, Coro Geoffrey Mitchell                       | CD Audio: Opera Rara Cat: ORCH 103 Grabación en estudio |
| 2004 | Vito Priante, Eufemia Tafuro, Alessandro Codeluppi, Rosa Sorice, Rosa Anna Peraino | Marco Berdondini, Orquesta internacional de Italia, Coro de cámara de Bratislava | CD Audio: Dynamic Cat: CDS 473-1/2 Grabación en vivo    |